# روني روبنسون (لاعب كرة سلة)
روني روبنسون (9 مارس 1951 بممفيس في الولايات المتحدة - 8 مايو 2004 بممفيس في الولايات المتحدة) (بالإنجليزية: Ronnie Robinson)‏ هو لاعب كرة سلة أمريكي في مركز هجوم قوي الجسم. لعب مع يوتاه ستارز.

## وصلات خارجية
- روني روبنسون على موقع سبورتس رفرنس (الإنجليزية)
- روني روبنسون على موقع كلية كرة السلة في سبورتس رفرنس.كوم (الإنجليزية)
- روني روبنسون على موقع ريلجم (الإنجليزية)
- روني روبنسون على موقع بروبوليرز (الإنجليزية)